# Morski Korpus Kadecki
Morski Korpus Kadecki (ros. Морской кадетский корпус им. Петра Великого) – uczelnia morska w Sankt Petersburgu.

## Historia
Założony w roku 1715 przez Piotra I, jako Akademia Morska lub Morska Akademia Gwardii. Korpus Kadecki otwarty został w skonfiskowanym przez rząd pałacu Mienszykowa w 1732 na Wyspie Wasylewskiej. W 1762 uzyskał obecną nazwę. W 1771 przeniesiony do Kronsztadtu. Zamknięty w roku 1922.
Korpus pełnił rolę liceum i szkoły oficerskiej. Święto Korpusu, podczas którego odbywały się promocje, miało miejsce 6 listopada. Na początku XX wieku do Korpusu można było wstąpić po ukończeniu 14 lat i złożeniu egzaminów. Dopiero po dwóch latach nauki zaczynały się przedmioty morskie i pływania. Po ukończeniu trzyletniego kursu ogólnokształcącego i złożeniu matury, kadeci otrzymywali tytuł gardemaryna (odpowiednik podchorążego). Po ukończeniu dalszego trzyletniego kursu specjalnego i egzaminach, kadeci otrzymywali pierwszy stopień oficerski miczmana (od 1905 roku, po ukończeniu kursu otrzymywali stopień gardemaryna okrętowego, natomiast stopień oficerski otrzymywali po 9 miesiącach praktycznego pływania na okrętach). Można było również wstąpić jedynie na kurs specjalny po maturze w innej szkole. Od 1905 roku gardemaryni składali przysięgę służbową po rozpoczęciu kursu specjalnego (wcześniej – po ukończeniu Korpusu).

## Sławni absolwenci
- Piotr Durnowo – minister spraw wewnętrznych Imperium Rosyjskiego
- Nikołaj Essen – rosyjski admirał
- Nikołaj Putiłow – rosyjski przedsiębiorca
- Mamert Stankiewicz – kapitan żeglugi wielkiej Polskiej Marynarki Handlowej
- Julij Szokalski – rosyjski geograf, naukowiec, przewodniczący Rosyjskiego Towarzystwa Geograficznego
- Robert Wiren – rosyjski admirał